# Melinopterus
Genre
Melinopterus est un genre d'insectes de l'ordre des coléoptères, de la super-famille des Scarabaeoidea (scarabées), de la famille des Scarabaeidae.

## Espèces rencontrées en Europe
- Melinopterus abeillei (Sietti, 1903)
- Melinopterus consputus (Creutzer, 1799)
- Melinopterus dellacasai (Avila, 1986)
- Melinopterus guillebeaui (Reitter in Heyden, Reitter & Weise, 1891)
- Melinopterus prodromus (Brahm, 1790)
- Melinopterus pubescens (Sturm, 1800)
- Melinopterus punctatosulcatus (Sturm, 1805)
  - Melinopterus punctatosulcatus hirtipes (Fischer de Waldheim, 1844)
  - Melinopterus punctatosulcatus punctatosulcatus (Sturm, 1805)
- Melinopterus reyi (Reitter, 1892)
- Melinopterus sphacelatus (Panzer, 1798)
- Melinopterus stolzi (Reitter, 1906)
- Melinopterus tingens (Reitter, 1892)
- Melinopterus villarreali (Baraud, 1975)